# 齡椿
齡椿（1801年—1865年），字錫瑞，号友山、友三，德穆楚克氏，蒙古正红旗人。清朝官员，进士出身。

## 生平
道光乙酉科，顺天乡试中一百六十七名举人，己丑科会试二百零八名，殿试三甲九十名进士。
后官礼部主事、郎中，历任安徽、福建道員，升授两广盐运使、广东按察使。

## 家族
- 曾祖五十四；
- 祖韦陀保；
- 父博慶；
- 妻徐氏；
- 姐妹一，宗室熙臣嫡妻；[2]
- 子崇華，同知。[3]